# Uromyces strumariae
Uromyces strumariae är en svampart som beskrevs av A.R. Wood 2002. Uromyces strumariae ingår i släktet Uromyces och familjen Pucciniaceae.   Inga underarter finns listade i Catalogue of Life.